# Club Sport Huancayo
El Club Sport Huancayo, conocido como Sport Huancayo, es un club de fútbol de la ciudad peruana de Huancayo, en el Departamento de Junín. Juega en la Primera División de Perú, la Liga 1.

## Historia
El dueño de la Empresa "Manchete" el año 2005 decide comprar la categoría a la otrora "Escuela de Fútbol Huancayo" subcampeón de la Liga del distrito de El Tambo, ese año participan con ese nombre, para el 2006 cambian por primera vez su denominación a "Huancaína Sport Club", el 7 de febrero de 2007 en el distrito de El Tambo, provincia de Huancayo, departamento de Junín, Perú. El 2008 cambió a su actual denominación de "Huancaína Sport Club" a "Sport Huancayo", por el cariño e identificación del equipo con la ciudad. La primera dirigencia estuvo integrada por Luis Orellana, Gonzalo Castillón, Edilberto Cachuán, Henry Pocomucha y Raúl Rojas, quienes apostaron por un trabajo serio y planificado; y pensando en el campeonato de Copa Perú 2008, decidieron hacer una gran inversión teniendo como principales patrocinadores a Hilos Manchete y a Agua Santista.
Fue campeón en la etapa distrital de la Copa Perú, pasó a la etapa provincial de la mano del entrenador Mifflin Bermúdez, quien fue retirado el 15 de julio, antes de afrontar la etapa departamental, por cuestiones extradeportivas. En esos momentos críticos para los intereses del club, el 1 de julio asumió la conducción del equipo José Ramírez Cuba, un director técnico muy experimentado en la Copa Perú, quien trajo estabilidad al equipo.
En la etapa departamental quedó como líder del Grupo A y clasificó a semifinales, donde eliminó al Sport Dos de mayo de Tarma y clasificó a la etapa regional como subcampeón del departamento de Junín. En la etapa regional, luego de disputar un triangular definitorio con León de Huánuco y Municipal de Yanahuanca de Cerro de Pasco, avanzó a la etapa nacional en el primer lugar del Grupo A de la Región V (y como subcampeón de la Región V). Finalmente, en la etapa nacional, superó al Municipal de Acoria de Huancavelica (global 4-0) en octavos de final, luego, en cuartos de final, derrotó al Sport Huamanga de Ayacucho (global 5-4).
De esta manera, entró al cuadrangular final donde se enfrentó al Colegio Nacional de Iquitos, al Atlético Torino de Talara y al Cobresol de Moquegua. Aunque su inicio en esta etapa final del campeonato fue incierto, ya que en el primer partido cayó derrotado por 1-0 ante el CNI; luego se llevó todos los puntos de los otros partidos, al vencer 2-0 al Atlético Torino con goles de Reyes y Vázquez y, finalmente, 2-1 al Cobresol con goles de Reyes y Palma, en histórico partido disputado el 11 de diciembre, coronándose como campeón de la Copa Perú 2008 y logrando con ello uno de los cupos para ascender por primera vez a la Primera División del fútbol peruano.

### Ascenso a la Primera División y los primeros torneos internacionales
La temporada 2009 significó su primer año en la primera división. Fue protagonista del torneo y finalizó en la cuarta posición, lugar que le sirvió para clasificar a la Copa Sudamericana 2010. Cristóbal Cubilla fue el primer entrenador huancaíno en lograr un triunfo ante el Club Alianza Lima, FBC Melgar, Universidad San Martín, Cienciano y Universitario de Deportes. Además, de aquella goleada inolvidable por 7-0, obtenida ante el Coronel Bolognesi de Roberto Mosquera Vera. El Huancayo fue sensación de aquella temporada, caracterizado por un juego ofensivo y goleador. Además, el récord de mayor cantidad de puntos obtenidos por el cuadro huancaíno se registró en dicha temporada: logró 70 unidades, récord que hasta hoy en día no se ha alcanzado.
Para la temporada 2010, se contrató al técnico Rafael Castillo para reemplazar al paraguayo Cristóbal Cubilla. Transcurridas 19 fechas del Campeonato Descentralizado 2010, Castillo fue separado del cargo por bajo rendimiento. El paraguayo Cristóbal Cubilla tomó nuevamente las riendas del equipo. En el Descentralizado, lo ubicó en la octava posición y en la Copa Sudamericana 2010, perdió en Uruguay contra Defensor Sporting por 9-0. Luego de ello, Cubilla puso a disposición su cargo. En el partido de vuelta, Sport Huancayo venció de local al Defensor Sporting 2-0, siendo eliminado de la competencia internacional.
En el 2011, Sport Huancayo realizó la mejor campaña de su historia en el Descentralizado quedando tercero y obteniendo de esta forma un cupo para la Copa Libertadores 2012, torneo que encararía por primera vez en su historia.
El 24 de enero de 2012, jugó contra Arsenal de Sarandí de Argentina por el partido de ida de la primera fase de la Libertadores, encuentro que perdió por 3-0 en Sarandí. El partido de vuelta se jugó el 31 de enero en la ciudad de Huancayo, siendo este un día histórico para la ciudad por albergar por primera vez un partido del torneo de clubes más importante del continente. El partido finalizó 1-1 y Sport Huancayo fue eliminado del certamen. En la temporada 2012, Sport Huancayo realiza un torneo muy irregular, pese a lo cual culminó en la sexta posición. De esta forma, logró clasificar a la Copa Sudamericana 2013.
Y será rival del Club Sport Emelec de Ecuador.

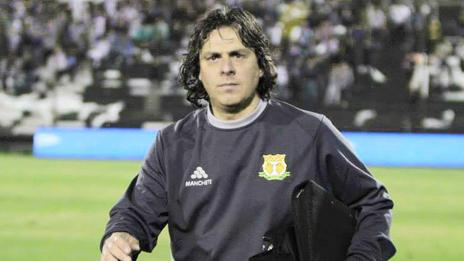
Messina debutando como director técnico en Sport Huancayo, en primera división ante Alianza Lima (2014).

El Sport Huancayo no tuvo buena campaña en el 2014, ya que empezó mal en la Copa Inca, obligó a la directiva hacer cambio de técnico, así que toma la dirigencia el técnico Walter Lizárraga, salvando al Sport Huancayo del descenso, donde jugó un partido extra contra los Caimanes donde el equipo huancaíno derrotó 1 - 0 en el último minuto asegurando la participación del "rojo matador" en la próxima temporada.
Ya para el 2015 el Sport Huancayo mejoró su plantilla y empezando con un buen pie la Copa Inca, pero un tropiezo en las últimas fechas le impidió clasificar a los play off. Para el torneo apertura el equipo huancaíno no tuvo un buen inicio que obligó a Walter Lizárraga a dejar el equipo, y retorna la dirección técnica de Wilmar Valencia que hace una buena campaña durante el torneo, haciendo clasificar a un torneo internacional al Sport Huancayo.

### Su permanencia en la Primera División y el progreso a nivel internacional
Para la Campeonato Descentralizado 2016, el director técnico Diego Umaña se hace cargo del rojo matador para afrontar la Copa Sudamericana 2016 y el torneo local. En la Copa Sudamericana 2016 Sport Huancayo enfrentó al Deportivo Anzoategui, empezando de visitante el cual perdió 2 - 1 a pesar de empezar ganando, en la vuelta el equipo de Umaña se impuso por 1 - 0 con gol de Manuel Corrales que permitió a los huancaínos clasificar a la siguiente ronda, teniendo en cuenta el gol de visitante que hizo el Sport Huancayo a los venezolanos en Puerto La Cruz, por primera vez en su historia el Rojo Matador lograba clasificar a la siguiente fase de un torneo internacional, su próximo rival sería el Sol de América de Paraguay. Al equipo de la incontrastable le tocaba ser visitante otra vez el cual cae por la mínima diferencia, pero en la vuelta el equipo no aprovechó su ventaja de la altura ya que madrugó a los guaraníes con gol de Ricardo Salcedo que ponía el empate global 1 - 1, pero los paraguayos lograron empatar faltando casi 10 minutos para que acabara el encuentro y así el Sport Huancayo queda eliminado una vez más del certamen continental. Ahora el equipo solo se enfocaba en el clausura intentando clasificar a los play off, ya que se mantenía entre los 4 primeros. Pero una mala pasada en las últimas fechas le impidió llegar a las finales y así quedarse con el séptimo lugar pero obteniendo una vez más un cupo a la Copa Sudamericana 2017.
El 2017 fue un año muy discreto para el club, donde se destaca su eliminación en la primera fase por Nacional Potosí por la Copa Sudamericana 2017, finalmente en el torneo local, terminaron ubicados 6.os en la tabla acumulada asegurando así una nueva participación en la próxima Copa Sudamericana 2018, para el 2018 se inició con una victoria 3-2 ante Unión Comercio y tuvo un mayor relevancia en la primera etapa del Torneo Peruano donde logró ganar su grupo y tener la oportunidad e ganar su primer título, sin embargo esto no se logró tras caer ante una excelente campaña de Sporting Cristal, a nivel internacional inicio bien destacándose en la primera fase de la Copa Sudamericana tras golear por 3-0 a Unión Española y culminando con un reñido duelo contra Caracas donde sería eliminado, finalmente terminó en el acumulado dentro de los puestos de clasificación a Sudamericana y volviendo asegurar su próxima participación a la Copa Sudamericana 2019.
El 2019 tuvo una pobre campaña internacional tras ser eliminados en primera fase ante Montevideo Wanderers, si bien no se logró el objetivo de pelear por los primeros puestos del campeonato local logró nuevamente mejorar su posición tras acabar en el acumulado 5.º y seguir asegurando su clasificación a la Copa Sudamericana 2020.
El 2020 inicio peleando el torneo Apertura del torneo peruano donde finalmente terminaría 2.º durante el brote de COVID-19 dejaría su localía en Huancayo para pasar a jugar sus partidos restantes en Lima, de igual manera en su participación internacional lograría una de sus mejores participaciones tras eliminar a Argentinos Juniors por goles de visita, y acabar con su mala racha ante equipos uruguayos tras eliminar a Liverpool por la Segunda Fase así clasificando por primera vez en su historia a la fase final de la Copa Sudamericana, tras este logro su nivel durante el Torneo Clausura tuvo que disminuir peligrando así su participación a nivel Internacional sin embargo sellaría una importante victoria por 2-0 ante Alianza Lima por la última fecha y así aseguro por 5.ª vez consecutiva su clasificación a la Copa Sudamericana 2021 tras culminar sexto en la tabla acumulada, siguiendo con su participación internacional empató 0-0 durante su visita a Coquimbo Unido pero de local perdió 0-2, quedando eliminado de la competición, siendo este su mejor resultado en un torneo internacional.

### Temporada 2021 con muchas irregularidades
En la Liga 1 2021 fue una temporada media mala para el rojo matador que inicio con una victoria por la mínima ante Club Centro Deportivo Municipal. de ahí cosecho 2 victorias más, tres empates y tres derrotas en la fase 1 ubicándose en el puesto 4 de la liguilla B, sin embargo en la fase 2 el equipo tuvo un bajón considerable con demasiados empates ubicándose en el puesto 13 de 18, finalizando en el acumulado con el puesto 11, y con ello no logrando un cupo a un torneo internacional después de 6 años. Mientras que en la copa sudamericana paso la fase preliminar venciendo al Club Universidad Técnica de Cajamarca en la ida 1-0 y en la vuelta 4-0.Global(5-0) en Lima y clasificándose a la fase de grupos por primera vez en su historia, sin embargo esta fue de terror para el club fue emparejado con Sport Club Corinthians Paulista,Club Atlético Peñarol y Club River Plate de Paraguay y jugando todos sus partidos en lima por el COVID-19 y no en Huancayo perdió todos sus partidos de visita y solo logró un empate de local terminando en el último lugar con un punto en la tabla del grupo E.

### Temporada 2022: Gran Apertura y aceptable Clausura y segunda clasificación a libertadores
Para la Liga 1 2022 Sport Huancayo se reforzaría contratando al técnico argentino Carlos Desio  logrando hacer un espectacular apertura estando todas las fechas peleando el torneo incluso estando primero en unas fechas cosechando 12 victorias 4 empates y 2 derrotas entre estas victorias destacan haber vencido a Club Sporting Cristal,Club Alianza Lima y Club Universitario de Deportes.
Sin embargo a pesar de este gran apertura melgar se llevaría el apertura venciendo al rojo matador por un punto en la tabla del apertura esto debido a los empates que el equipo tuvo en la recta final que tuvieron factura al final quedando en el segundo puesto. En el clausura se iría Desio por decisiones del club y asumiría Mifflin Bermúdez como interino. Y si bien no se pudo lograr lo mismo que en el apertura se logró un octavo puesto con 27 pts con regularidad y con ello en el acumulado terminó cuarto con lo que significaba una clasificación a la Copa Libertadores 2023 en fase previa por segunda vez en la historia del club. Finalizando así con la segunda mejor campaña del rojo matador en su historia.

### Temporada 2023:Eliminación temprana y participación discreta en el torneo local
En la Copa Libertadores 2023 Sport Huancayo se enfrentaría al nacional de Paraguay en la fase 1 de la libertadores donde en la ida en un Estadio Huancayo sin público por las protestas del país en ese entonces, el rojo matador cortaría una mala racha de equipos peruanos en la competencia al vencer a nacional ese día por un 2-1 consiguiendo su primera victoria en la libertadores sin embargo en la vuelta en Asunción. El Matador perdería por 3 a 1 al último minuto así quedando eliminado de la competencia.
Mientras que en el torneo local el apertura se iniciaría con muchos walk over por los problemas televisivos y El rojo matador no sería ajeno a eso iniciando el torneo ganando 3-0 ante Cusco FC por walk over debido a que el equipo cusqueño no se presentó al campo del inca Garcilaso de la vega. Recién en la fecha 5 jugaría su primer partido ante Cienciano en el Estadio Huancayo donde perderían por 3-1 ,el equipo al mando de Miffin Bermúdez tendría un inicio flojo pero con la victoria ante Cantolao por 4-0 tendría un punto de inflexión aunque miffin se iría del cargo después de una pequeña mala racha ,terminando el club en el torneo con el puesto quinto del apertura con Walter Vílchez y en el clausura con Wilmar valencia en el puesto sexto, terminando en el acumulado en el quinto puesto y logrando la clasificación a la Copa Sudamericana 2024.

## Uniforme
- Uniforme titular: Camiseta roja, pantalón rojo, medias rojas.
- Uniforme alternativo: Camiseta verde, pantalón verde, medias verdes.

### Unifome actual
| Titular | Visitante |

| 2007-2010 Primera equipación | (Ver evolución) | Equipación actual |

### Patrocinios
| Período           | Proveedor    | Logotipo |
| ----------------- | ------------ | -------- |
| 2008              | Manchete     |          |
| 2009              | Walon        |          |
| 2010 - 2016       | Manchete     |          |
| 2017 - 2020       | Walon        |          |
| 2021 - 2022       | New Athletic |          |
| 2023 - Actualidad | Lotto        |          |

| Período           | Patrocinador  | Logotipo |
| ----------------- | ------------- | -------- |
| 2008              | Agua Santista |          |
| 2009 - Actualidad | Caja Huancayo |          |

## Datos del club
- Puesto histórico Perú: 17.
- Temporadas en Primera División: 16 (2009-presente).
- Temporadas en Segunda División: 0.
- Temporadas en Copa Perú: 2 (2007-2008).
- Mayor goleada conseguida:
  - En campeonatos nacionales de local: Sport Huancayo 7:0 Coronel Bolognesi (29 de agosto de 2009)[4]
  - En campeonatos nacionales de visita: Unión Comercio 1:4 Sport Huancayo (15 de marzo de 2018)[44]
  - En campeonatos internacionales de local: Sport Huancayo 4:0  UTC (7 de abril de 2021)
  - En campeonatos internacionales de visita:  Liverpool 1:2 Sport Huancayo (3 de noviembre de 2020)
- Mayor goleada recibida:
  - En campeonatos nacionales de local: Sport Huancayo 1:5 Cobresol (14 de agosto de 2011)[45]
  - En campeonatos nacionales de visita: Juan Aurich 6:0 Sport Huancayo (5 de julio de 2014)[46], Los Chankas 6:0 Sport Huancayo (20 de abril de 2024)
  - En campeonatos internacionales de local: Sport Huancayo 0:3  Corinthians (6 de mayo de 2021)
  - En campeonatos internacionales de visita:  Defensor Sporting 9:0 Sport Huancayo (16 de septiembre de 2010)[47]
- Mejor puesto en 1.ª División: 3° (2011).
- Peor puesto en 1.ª División: 14° (2014).
- Más partidos disputados:  Anier Figueroa (207 partidos)
- Máximo goleador:  Carlos Neumann (48 goles)
- Mejor participación internacional: Octavos de final (Copa Sudamericana 2020)

## Participaciones internacionales
| Torneo                           | Ediciones                                             |
| -------------------------------- | ----------------------------------------------------- |
| Copa Libertadores de América (2) | 2012, 2023.                                           |
| Copa Sudamericana (9)            | 2010, 2013, 2016, 2017, 2018, 2019, 2020, 2021, 2024. |

### Por competición
| Torneo                       | TJ | PJ | PG | PE | PP | GF | GC | DG  | Puntos | Mejor desempeño  |
| ---------------------------- | -- | -- | -- | -- | -- | -- | -- | --- | ------ | ---------------- |
| Copa Libertadores de América | 2  | 4  | 1  | 1  | 2  | 4  | 8  | -4  | 4      | Primera fase     |
| Copa Sudamericana            | 9  | 31 | 7  | 8  | 16 | 28 | 57 | -29 | 29     | Octavos de final |
| Total                        | 11 | 35 | 8  | 9  | 18 | 32 | 65 | -33 | 33     | —                |

## Jugadores

### Altas y bajas 2025
| Altas              |                |                            |
| Futbolista         | Posición       | Procedencia                |
| Carlos Solis       | Arquero        | Cusco FC                   |
| Willy Diaz         | Arquero        | Unión Comercio             |
| Alan Perez         | Defensa        | Cusco FC                   |
| Johan Madrid       | Defensa        | Universidad Cesar Vallejo  |
| Axel Chavez        | Defensa        | Los Chankas                |
| Cris Huyhua        | Defensa        | Ayacucho FC                |
| Yonatan Murillo    | Defensa        | Once Caldas                |
| Marcelo Gaona      | Defensa        | Carlos A. Mannucci         |
| Javier Sanguinetti | Centrocampista | GV San José                |
| Piero Magallanes   | Centrocampista | Comerciantes Unidos        |
| Diego Carabaño     | Centrocampista | Los Chankas                |
| Yimy Gamero        | Centrocampista | FBC Melgar                 |
| Sergio Barboza     | Delantero      | Ayacucho FC                |
| Enzo Fernandez     | Delantero      | Mushuc Runa                |
| Nahuel Luján       | Delantero      | CA San Miguel              |
| Janio Posito       | Delantero      | Asociación Deportiva Tarma |
| Josue Herrera      | Delantero      | Santos FC                  |
| Miguel Carranza    | Delantero      | Unión Comercio             |
| Marlon de Jesus    | Delantero      | Unión Comercio             |

| Bajas               |                |                                  |
| Futbolista          | Posición       | Destino                          |
| Joel Pinto          | Arquero        | Retiro                           |
| Maximo Rabines      | Arquero        | Universidad Cesar Vallejo        |
| Regis Quiroz        | Arquero        | Unión Comercio                   |
| Jhan Cumbicus       | Defensa        | Club Alto Rendimiento            |
| Guti                | Defensa        | Joinville SC                     |
| Diego Minaya        | Defensa        | Club Universidad San Martín      |
| Minzum Quina        | Defensa        | Union Minas                      |
| Otávio Gut          | Defensa        | Alianza Universidad              |
| Angel Perez         | Defensa        | Asociación Deportiva Tarma       |
| Luis Garro          | Defensa        | Universidad Técnica de Cajamarca |
| Alexi Gomez         | Defensa        | Alianza Universidad              |
| Alfredo Rojas       | Centrocampista | Bentín Tacna Heroíca             |
| Ray Gomez           | Centrocampista | Alianza Universidad              |
| Marcos Lliuya       | Centrocampista | Alianza Universidad              |
| Matías Perez García | Centrocampista | Sin equipo                       |
| Jean Deza           | Delantero      | Santos FC                        |
| Carlos Ross         | Delantero      | Deportes Copiapó                 |
| Luis Benites        | Delantero      | Cienciano                        |
| Javier Nuñez        | Delantero      | Carlos A. Mannucci               |
| Lucas Cano          | Delantero      | Deportivo Tachira                |

### Goleadores

#### Máximos goleadores históricos
| N.° | Jugador             | Temporadas | Goles |
| --- | ------------------- | ---------- | ----- |
| 1   | Carlos Neumann      | 2018-2020. | 51    |
| 2   | Irven Ávila         | 2009-2011. | 46    |
| 3   | Antonio Meza-Cuadra | 2015-2017. | 40    |
| 4   | Luis Benites        | 2021-2024. | 33    |
| -   | Ronal Huaccha       | 2020-Act.  | 33    |
| 5   | Sergio Ibarra       | 2012-2013. | 31    |
| 6   | Blas López          | 2009-2017. | 31    |

#### Jugadores con más partidos
| N.° | Jugador         | Partidos |
| --- | --------------- | -------- |
| 1   | Marcos Lliuya   | 341      |
| 2   | Joel Pinto      | 292      |
| 3   | Blas López      | 251      |
| 4   | Ricardo Salcedo | 236      |
| 5   | Víctor Balta    | 211      |
| 6   | Anier Figueroa  | 210      |
| 7   | Cord Cleque     | 200      |

#### Goleadores en la Primera División de Perú
| N.° | Jugador      | Temporada | Goles |
| --- | ------------ | --------- | ----- |
| 1   | Luis Benites | 2022      | 20    |

Fuente: RSSSF

## Entrenadores
El Sport Huancayo ha tenido 18 directores técnicos a lo largo de su historia al 2023.
En 2008 asume la dirección técnica José Ramírez Cubas. En esta temporada Sport Huancayo logra el campeonato en la Copa Perú 2008. En 2009 asume la dirección técnica José Ramírez Cuba y Cristóbal Cubilla respectivamente. En esta temporada Sport Huancayo logra clasificar a la Copa Sudamericana 2010. En 2011 asume la dirección técnica Roberto Mosquera. En esta temporada Sport Huancayo logró clasificar a la Copa Libertadores 2012. En 2012 asume la dirección técnica el experimentado Miguel Company, posteriormente anuncia su salida del club por problemas de salud reemplazándolo Wilmar Valencia. En esta temporada Sport Huancayo logró clasificar a la Copa Sudamericana 2013. En 2013 estuvo dirigido por Moisés Barack, lo hizo sólo dos fechas siendo reemplazado interinamente por Sergio Ibarra y luego asumió el cargo Marcelo Trobbiani.
| Entrenadores                         |             |                               |               |
| Nombre                               | Temporada   | Nombre                        | Temporada     |
| Hugo Arenaza                         | 2007        | Marcelo Messina               | 2014          |
| Mifflin Bermúdez                     | 2008        | Walter Lizárraga              | 2014 - 2015   |
| José Ramírez                         | 2008 - 2009 | Wilmar Valencia               | 2015          |
| Cristóbal Cubilla                    | 2009 - 2010 | Diego Umaña                   | 2016 - 2017   |
| Luis Ventura (Interino)              | 2010        | Christian Arrazada (Interino) | 2017          |
| Rafael Castillo                      | 2010        | Rolando Chilavert             | 2017          |
| Roberto Mosquera                     | 2010 - 2011 | Marcelo Grioni                | 2018-2019     |
| Miguel Company                       | 2012        | Christian Arrazada (Interino) | 2019          |
| Carlos Gutiérrez (Interino)          | 2012        | Carlos Ramacciotti            | 2019          |
| Miguel Denis (Interino)              | 2012        | Mifflin Bermúdez              | 2019          |
| Jorge Machuca                        | 2012        | Wilmar Valencia               | 2020 - 2021   |
| Luis Ticona (Interino)               | 2012        | Javier Arce                   | 2021          |
| Christian Arrazada (Interino)        | 2012        | Carlos Desio                  | 2022          |
| Jorge Cordero (Interino)             | 2012        | Mifflin Bermúdez              | 2022 - 2023   |
| Wilmar Valencia                      | 2012        | Walter Vílchez (Interino)     | 2023          |
| Moisés Barack                        | 2013        | Wilmar Valencia               | 2023 - 2024   |
| Christian Arrazada (Interino)        | 2013        | Mifflin Bermúdez (Interino)   | 2024          |
| Marcelo Trobbiani                    | 2013        | Franco Navarro                | 2024          |
| Daniel Córdoba / Gonzalo Arguinchona | 2014        | Richard Pellejero             | 2025-presente |

## Palmarés
Nota: en negrita competiciones vigentes en la actualidad.

### Torneos nacionales (1)
| Competición nacional    | Títulos | Subcampeonatos |
| ----------------------- | ------- | -------------- |
| Copa Bicentenario (0/1) |         | 2019.          |
| Torneo Apertura (0/2)   |         | 2020, 2022.    |
| Torneo de Verano (0/1)  |         | 2018.          |
| Copa Perú (1/0)         | 2008.   |                |

### Torneos regionales (2)
| Competición regional              | Títulos     | Subcampeonatos |
| --------------------------------- | ----------- | -------------- |
| Liga Departamental de Junín (0/1) |             | 2008.          |
| Liga Provincial de Huancayo (0/1) |             | 2008.          |
| Liga Distrital de El Tambo (2/0)  | 2007, 2008. |                |

## Filiales

### Equipo de Reserva

#### Torneos juveniles (1)
- Torneo de Promoción y Reserva (1): 2017.